# Bain municipal de Florence
 (mars 2020).
Le bain municipal de Florence (italien : Bagno comunale di Firenze) est situé rue Sant'Agostino, dans le tronçon entre la place Santo-Spirito et la rue Maffia, dans le quartier de l'Oltrarno à Florence. Il s'agit d'un complexe de bains publics construit au début du XXe siècle et qui conserve toujours son usage originel, au moins pour une partie du complexe. 

## Histoire
La construction d'un « Bain communal dans le district Oltrarno » a été approuvée par des résolutions du conseil des 4 juin et 8 septembre 1908.  
La construction, prévue le long de la rue Sant'Agostino, a rendu nécessaires les expropriations de certains bâtiments bordant une propriété municipale préexistante, mis en communication directe avec les écoles municipales de rue Maffia ; la démolition de ces bâtiments appartenant à Cappuccini, Marinai, Orlandi et Fagnoni est approuvée le 12 septembre 1909 et confiée, comme la construction des Bains, à la Coopérative Popolare Muratori, Manovali e Sterratori. Les démolitions achevées en décembre 1909 et le 30 juin 1911, le nouveau bâtiment a été achevé, testé par l'ingénieur Giovanni Bellincioni en septembre de la même année. 
Entre 1982 et 1983, compte tenu de la hauteur considérable des locaux, une restructuration interne complète du bâtiment a été réalisée qui a conduit à la création d'un premier étage et à la séparation définitive de l'aile droite, qui a également été totalement remodelée pour l'usage d'une association d'aide publique.

## Architecture
Dans l'ensemble, la façade révèle une architecture de style Sécession viennoise tardive, particulièrement amplifiée dans la conception de l'arche centrale, et dans la frise d'un cartouche portant le mot Bagno Municipal.

## Images

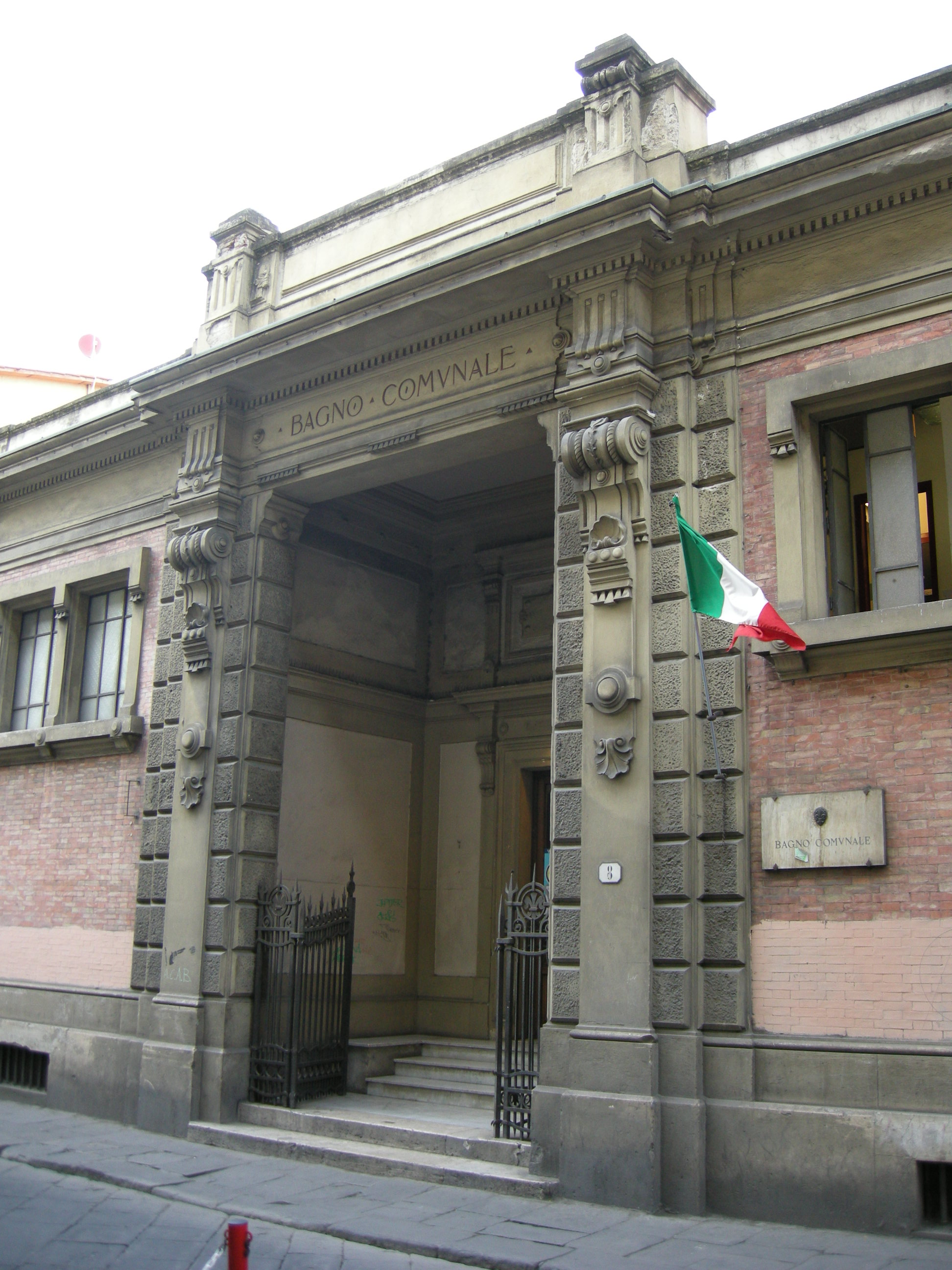
Entrée.
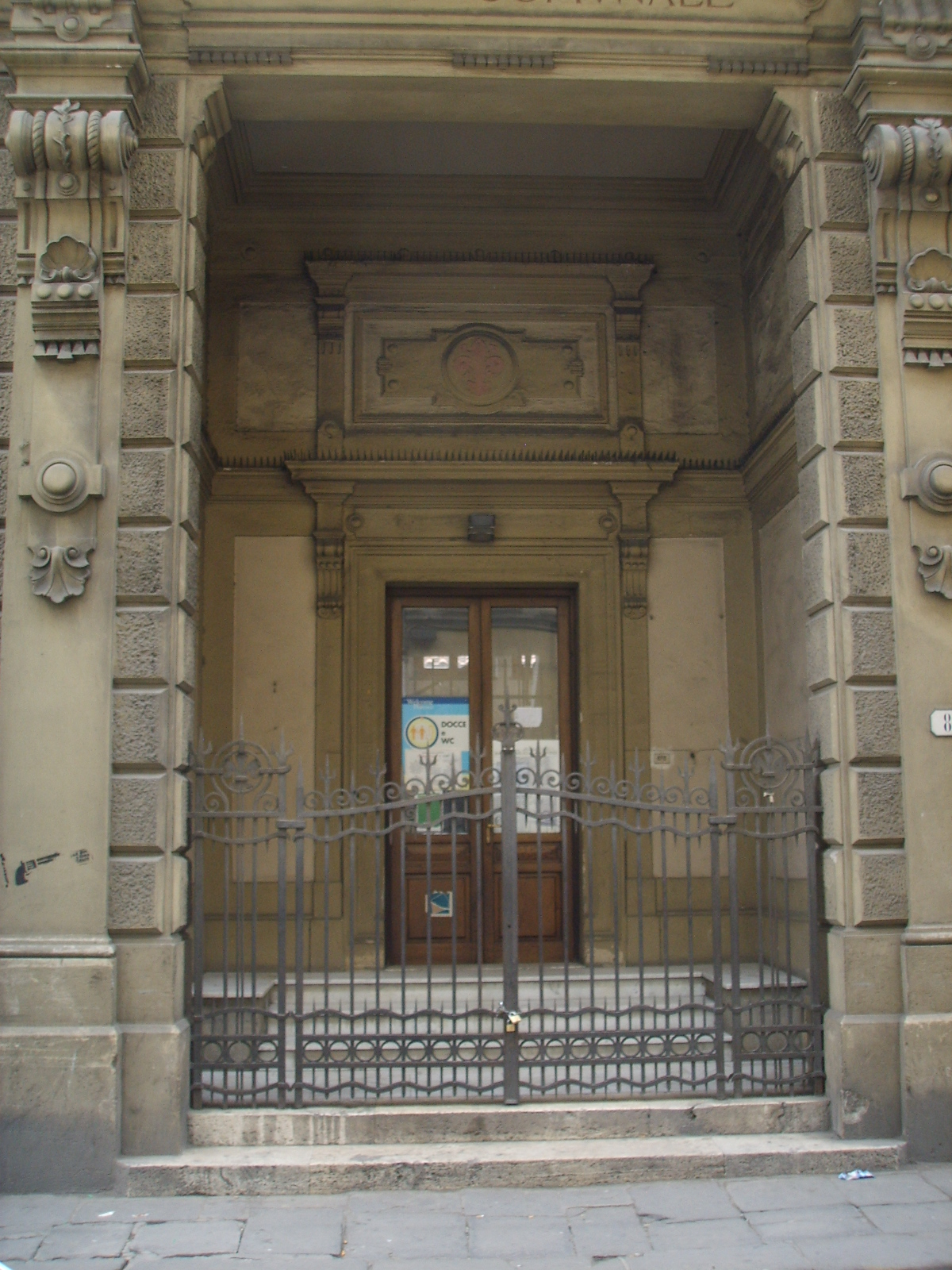